# Deutscher Sportbund
Der Deutsche Sportbund (DSB) war die Dachorganisation der Landessportbünde und Sportfachverbände in Deutschland in der Rechtsform eines eingetragenen Vereins (e. V.). Am 20. Mai 2006 ist der Deutsche Sportbund mit dem Nationalen Olympischen Komitee für Deutschland zum Deutschen Olympischen Sportbund (DOSB) verschmolzen.

## Geschichte

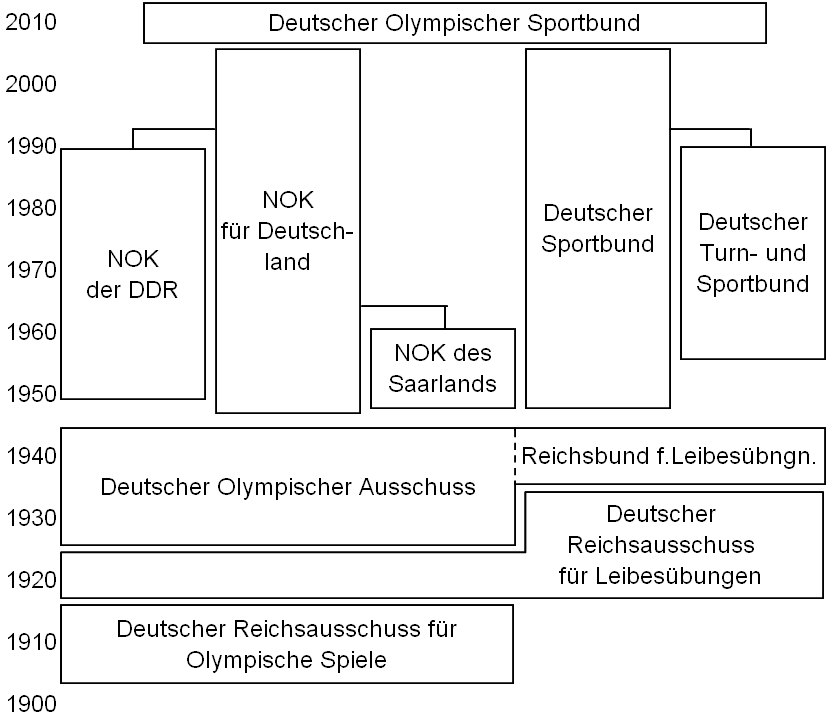
Historische Entwicklung deutscher Sportdachverbände und Nationaler Olympischer Komitees

Der DSB wurde am 10. Dezember 1950 in Hannover als erster demokratischer und den ganzen Sport umfassender Zusammenschluss in der Bundesrepublik Deutschland einschließlich Berlin (West) gegründet. Der Gründung war eine fast fünfjährige Diskussion vorausgegangen, in der die Interessen des Spitzen- und des Breitensports, des bürgerlichen und des Arbeitersports sowie von Turnen und vom Sport auf einen gemeinsamen Nenner gebracht werden mussten. Erster Präsident des DSB wurde Willi Daume (bürgerlicher Sport), seine Stellvertreter wurden Heinrich Hünecke (Arbeitersport) und Oscar Drees (Arbeitersport). Weitere Mitglieder des ersten Präsidiums waren Max Danz, Bernhard Baier, Gerhard Schlegel, Walter Wülfing, Paul Reinberg, Johannes Stoll, August Zeuner, Ottoheinz Ertl, Ludwig Wolker, Herbert Kunze, Heinz Lindner und Grete Nordhoff (1899–1976). Hauptgeschäftsführer (dann umbenannt in Generalsekretär) des DSB waren von 1954 bis 31. Dezember 1963 Guido von Mengden, von 1964 bis 1989 Karlheinz Gieseler und von 1990 bis 1994 Norbert Wolf.
1990 traten die meisten der im Deutschen Turn- und Sportbund der DDR vertretenen Sportverbände dem DSB bei. Mit 27 Millionen Mitgliedern war der DSB die größte Personenorganisation Deutschlands.
Mitgliedsorganisationen des DSB waren die 16 Landessportbünde, 55 Spitzenverbände sowie elf Sportverbände mit besonderer Aufgabenstellung, sechs Verbände für Wissenschaft und Bildung und zwei Förderverbände. Sitz der Geschäftsstelle war in Frankfurt am Main.

## Präsidenten
- Willi Daume (1950–1970)
- Wilhelm Kregel (1970–1974)
- Willi Weyer (1974–1986)
- Hans Hansen (1986–1994)
- Manfred von Richthofen (1994–2006)

Zu den Präsidialmitgliedern gehörte auch der Unternehmer und Dressurreiter Josef Neckermann.

## Landessportbünde
Folgende 16 Landessportbünde waren Mitglied des DSB:
- Landessportverband Baden-Württemberg
- Bayerischer Landes-Sportverband
- Landessportbund Berlin
- Landessportbund Brandenburg
- Landessportbund Bremen
- Hamburger Sportbund
- Landessportbund Hessen
- Landessportbund Mecklenburg-Vorpommern
- Landessportbund Niedersachsen
- Landessportbund Nordrhein-Westfalen
- Landessportbund Rheinland-Pfalz
- Landessportverband für das Saarland
- Landessportbund Sachsen
- Landessportbund Sachsen-Anhalt
- Landessportverband Schleswig-Holstein
- Landessportbund Thüringen

## Spitzenverbände
Folgende Fachverbände waren Mitglied im Deutschen Sportbund:
- American Football Verband Deutschland
- Bob- und Schlittenverband für Deutschland
- Bund Deutscher Radfahrer
- Bundesverband Deutscher Gewichtheber
- Bundesverband Deutscher Kraftdreikämpfer
- Deutsche Billard-Union
- Deutsche Eislauf-Union
- Deutsche Eisschnelllauf-Gemeinschaft
- Deutsche Lebens-Rettungs-Gesellschaft
- Deutsche Reiterliche Vereinigung
- Deutsche Taekwondo Union
- Deutsche Triathlon Union
- Deutscher Aero Club
- Deutscher Alpenverein
- Deutscher Athletenbund
- Deutscher Badminton-Verband
- Deutscher Baseball und Softball Verband
- Deutscher Basketball Bund
- Deutscher Behindertensportverband
- Deutscher Boccia-, Boule- und Pétanque-Verband
- Deutscher Boxsport-Verband
- Deutscher Curling-Verband
- Deutscher Eishockey-Bund
- Deutscher Eissport-Verband
- Deutscher Eisstock-Verband
- Deutscher Fechter-Bund
- Deutscher Fußball-Bund
- Deutscher Gehörlosen-Sportverband
- Deutscher Golf Verband
- Deutscher Handballbund
- Deutscher Hockey-Bund
- Deutscher Ju-Jutsu-Verband
- Deutscher Judo-Bund
- Deutscher Kanu-Verband
- Deutscher Karate Verband
- Deutscher Kegler- und Bowlingbund
- Deutscher Leichtathletik-Verband
- Deutscher Minigolfsport Verband
- Deutscher Motor Sport Bund
- Deutscher Motorsport Verband
- Deutscher Motoryachtverband
- Deutscher Rasenkraftsport- und Tauzieh-Verband
- Deutscher Ringer-Bund
- Deutscher Rollsport und Inline-Verband
- Deutscher Ruderverband
- Deutscher Rugby-Verband
- Deutscher Schachbund
- Deutscher Schwimm-Verband
- Deutscher Schützenbund
- Deutscher Segler-Verband
- Deutscher Skibob Verband
- Deutscher Skiverband
- Deutscher Sportakrobatik Bund
- Deutscher Squash und Rackets Verband
- Deutscher Tanzsportverband
- Deutscher Tennis Bund
- Deutscher Tischtennis-Bund
- Deutscher Turner-Bund
- Deutscher Verband für Modernen Fünfkampf
- Deutscher Volleyball-Verband
- Deutscher Wasserski-Verband
- Deutscher Angelfischerverband
- Verband Deutscher Sporttaucher

## Mitglieder mit besonderer Aufgabenstellung
- Allgemeiner Deutscher Hochschulsportverband
- Deutscher Aikido-Bund
- Deutscher Betriebssportverband
- Deutscher Verband für Freikörperkultur
- DJK-Sportverband
- Deutsches Polizeisportkuratorium
- Eichenkreuzsport im CVJM Deutschland
- Kneipp-Bund
- Makkabi Deutschland
- Rad- und Kraftfahrerbund „Solidarität“ Deutschland 1896
- Verband Deutscher Eisenbahner-Sportvereine
- Deutsche Olympische Gesellschaft

## Trivia
Das letzte Gründungsmitglied war Fredy Stober, der am 18. Dezember 2010 im Alter von 100 Jahren starb.